# Otoño (novela)
Otoño es una novela de 2016 de la autora escocesa Ali Smith, publicada por primera vez por Hamish Hamilton. Es la primera del Cuarteto Estacional de la autora. Escrita rápidamente después del referéndum sobre la permanencia del Reino Unido en la Unión Europea en 2016, ha sido considerada como la primera novela "post-Brexit' que trata las cuestiones planteadas por la decisión de los votantes. En julio de 2017, Autumn fue elegida como candidata para el Premio Booker de 2017 y en septiembre de 2017 se anunció que era uno de los seis libros en la lista de finalistas. Muchos periódicos la vieron como la novela con más probabilidades de ganar.
El libro fue nombrado por The New York Times como uno de los 10 mejores libros de 2017.

## Trama
Daniel Gluck, un ex compositor de 101 años, duerme y sueña en su residencia de ancianos. A menudo le visita Elisabeth Demand, de 32 años, quien había sido su vecina de al lado cuando era niña. Su madre desaprobaba su temprana amistad, en base a su creencia de que Daniel era gay, pero Elisabeth, a pesar de todo, había formado un vínculo estrecho con él y se había sentido inspirada por las descripciones que él hacía de obras de arte. Como consecuencia de su influencia sobre ella, Elisabeth es ahora profesora de arte en una universidad de Londres. Otro personaje fundamental de la novela es Pauline Boty, artista pop de los sesenta muerta hace mucho tiempo, y que fue el tema de la tesis de posgrado de Elisabeth. La historia alterna en gran medida entre los sueños prolongados de Daniel mientras se acerca a su muerte con los recuerdos de Elisabeth sobre los orígenes de su amistad y las repercusiones que esta tuvo.

## Publicación
Otoño se publicó el 20 de octubre de 2016, menos de cuatro meses después del referéndum sobre la permanencia (o no) del Reino Unido en la Unión Europea. Hablando sobre los orígenes de la obra y sus tres secuelas, Smith dijo:
"He estado pensando en escribir una serie estacional de libros durante unos 20 años, y en 2014, después de terminar How to Be Both, me di cuenta de que era hora de empezar. Esto podría deberse simplemente a que ahora sabía que era posible, después de que Hamish Hamilton hubiera creado un maravilloso formato de libro para How to be Both en cuestión de semanas (!), dándole la vuelta al libro con bastante rapidez en comparación con el tiempo habitual que solía requerirse, y esto me entusiasmó sobre cuán cerca de la contemporaneidad podría estar un libro terminado hoy en día, y a la vez, cómo también podría tratarse, en todo momento, sobre el tiempo cíclico y estratificado".
Otoño ha sido traducida al castellano por Nordica y al catalán, como Tardor, por Raig Verd.

## Recepción de la crítica
En The Guardian, Joanna Kavenna escribió: "Creo que Smith está escribiendo sobre la finitud, y cómo la vida es fugaz, extraordinaria e improbable, y sin embargo, los mortales únicos se ven traspasados por elementos externos, obligados a pasar su tiempo ganando salarios mínimos, midiendo fotografías de pasaporte con una regla. En sus paisajes de memoria y mundos de sueños, Smith revela los anhelos enterrados de sus personajes; su agonía, su anhelo esperanzado, su miedo a la muerte. […] Otoño es una hermosa y conmovedora sinfonía de recuerdos, sueños y realidades pasajeras; la 'interminable y triste fragilidad' de las vidas de los mortales " 
Stuart Kelly, del The Scotsman , considera que "en cierto modo, Serious Sweet de AL Kennedy tiene más posibilidades de ser la primera novela post- Brexit, a pesar de haber sido publicada antes de la votación, ya que diagnostica con tierna ira y furiosa empatía el estado previo al referéndum. Kennedy canaliza una especie de bruxismo ansioso y arrepentido; Smith presenta un asombro desconcertado y boquiabierto ". Según Kelly, Otoño muestra "ecos del trabajo anterior [de Smith]: algunas de las partes más hermosas de la novela son los sueños intermitentes de Daniel al borde de la muerte, que recuerdan las secciones de Sara Wilby de Hotel World ; Elisabeth es una ingenua cínica o cínica ingenua como Amber en The Accidental, cuya franqueza revela el absurdo y la hipocresía del mundo (las secciones en las que se ocupa de la burocracia de obtener un nuevo pasaporte se encuentran entre las cosas más divertidas que Smith ha escrito) ", y aclara: "No estoy sugiriendo en modo alguno la existencia de autoplagio: Smith es original incluso cuando revisa los tropos que ha usado en ocasiones anteriores". Kelly concluye: "Smith se encuentra a caballo entre lo elegíaco y lo festivo en esta gloriosa novela. Se las arregla para ser pertinente y perpetua […] Que llegue Invierno/ Winter ".
En The Independent, Lucy Scholes escribía que, "Ya reconocida como una de las novelistas más inventivas que escriben en Gran Bretaña hoy, con su nueva novela, Otoño, Ali Smith también demuestra ser una de las cronistas más importantes del país, con el dedo firmemente en el pulso social y político".
En el Financial Times, Alex Preston escribe: "La primera de un cuarteto de novelas temáticas de la temporada, comienza con la votación del Brexit y avanza en el tiempo (y hacia atrás, y hacia los lados, como es habitual en Smith) hacia noviembre de 2016. Miré hacia arriba en un momento en el que estaba leyendo y me di cuenta de que el tiempo de la novela acababa de superar al tiempo del mundo real. Es un concepto brillante e inquietante que te deja maravillado de que escribir así de bien pudiera haberse hecho tan rápido ". Reconoce que, "Otoño es una novela de ideas y la trama no es la razón por la que seguimos pasando las páginas. Lo que cautiva al lector es la forma en que Smith nos sumerge en el mundo de Elisabeth […] y la forma en que el amable y generoso Daniel triangula e ilumina estas vidas ". Preston concluye diciendo: "Puedo pensar en pocos escritores —Virginia Woolf es uno, James Salter otro— tan capaces de impulsar una narrativa a través únicamente de la voz. El uso de Smith del discurso indirecto libre, el estilo cercano en tercera persona que coloca al lector a la vez dentro y fuera de sus personajes, hacen que Otoño, a pesar de toda su inteligencia, nunca sea difícil. […] Esta es una novela que va creciendo en niveles, apareciendo ligera y juguetona, que habita en la superficie, mientras que todo el tiempo promulga cambios profundos en el corazón del lector. En un país aparentemente dividido contra sí mismo, una escritora como Smith, que te hace sentir conocido, que parece hablar de tus propias rarezas privadas, es más valiosa que todo un parlamento de políticos".
El libro fue nombrado por The New York Times como uno de los 10 mejores libros de 2017. En 2019, la novela ocupó el octavo lugar en la lista de The Guardian de los 100 mejores libros del siglo XXI.